# Блантайр Юнайтед
«Блантайр Юнайтед» (англ. Blantyre United Football Club) — малавийский футбольный клуб из Блантайра. Выступал в чемпионате Малави. Домашние матчи проводил на стадионе «Камузу», вместимостью в 40 тысяч зрителей.

## История
Первоначально клуб являлся резервной командой «ЭСКОМ Юнайтед» и не имел право выйти в чемпионат Малави, участвовав во втором дивизионе (зоне — юг). Команда дважды становилась победителем и серебряным призёром турнира. Летом 2010 года клуб был переименован в «Блантайр Юнайтед» и стал участником чемпионата Малави. Сезон 2012/13 завершился для «Блантайр Юнайтед» бронзовыми наградами чемпионата, что является наибольшим достижением за всю историю клуба. По итогам сезона 2014 года команда вылетела во второй дивизион.
В сезоне 2016 года «Блантайр Юнайтед» стал победителем второго дивизиона и вернулся в чемпионат Малави. Летом 2017 года главным тренером, вместо уволенного за плохие результаты Лео Мпулулы, стал Макдональд Мтетемера.
В сентябре 2017 года игроки команды отказались выходить на поле до тех пор, пока руководство не погасит перед ними задолженность. По итогам сезона 2017 года команда вылетела в низшую лигу. Весной 2018 года стало известно, что «Блантайр Юнайтед» прекращает существования из-за финансовых проблем и потерей спонсора в лице Лоусона Накома. Однако, спустя некоторое время стало известно, что финансировать команду взялся Исаак Джомо Осман, который поставил цель к 2021 год вернуть клуб в чемпионат Малави. Главным тренером был назначен Лео Мпулула.

## Достижения
- Бронзовый призёр чемпионата Малави (1): 2012/13
- Победитель второго дивизиона Малави (3): 2007, 2009/10, 2016
- Серебряный призёр второго дивизиона Малави (2): 2006, 2008

## Известные игроки
В данный список включены футболисты выступавшие за национальную сборную Малави.
- Инносент Бокоси
- Нафе Мисаса
- Мухаммад Сулумба
- Виктор Лимбани
- Тизговер Кумвенда
- Инносент Джере

## Главные тренеры
- Сафарао Помпи (2016—2017)[2][9]
- Лео Мпулула (2017)[10]
- Макдональд Мтетемера (2017)[3]
- Лео Мпулула (с 2018)[7]

## Статистика
| Сезон   | Дивизион             | Место в чемпионате | И  | В  | Н | П  | ГЗ | ГП | О  | Кубок Малави | Примечание |
| ------- | -------------------- | ------------------ | -- | -- | - | -- | -- | -- | -- | ------------ | ---------- |
| 2006    | Второй дивизион (юг) | 2 из ?             | 32 | 21 | 8 | 3  |    |    | 71 |              | [ 11 ]     |
| 2007    | Второй дивизион (юг) | 1 из ?             | 30 |    |   |    |    |    | 71 |              | [ 12 ]     |
| 2008    | Второй дивизион (юг) | 2 из ?             | 32 |    |   |    |    |    | 71 |              | [ 13 ]     |
| 2009/10 | Второй дивизион (юг) | 1 из ?             |    |    |   |    |    |    |    | 1/8 финала   | Повышение  |
| 2010/11 | Чемпионат Малави     | 11 из 15           | 28 | 9  | 6 | 13 | 31 | 41 | 33 |              | [ 14 ]     |
| 2011/12 | Чемпионат Малави     | 7 из 15            | 28 | 11 | 9 | 8  | 40 | 33 | 42 |              | [ 15 ]     |
| 2012/13 | Чемпионат Малави     | 3 из 15            | 28 | 16 | 3 | 9  | 54 | 45 | 51 |              | [ 16 ]     |
| 2013/14 | Чемпионат Малави     | 12 из 15           | 28 | 8  | 6 | 14 | 27 | 42 | 30 |              | [ 17 ]     |
| 2014    | Чемпионат Малави     | 13 из 15           | 28 | 5  | 6 | 17 | 19 | 44 | 21 |              | Понижение  |
| 2016    | Второй дивизион (юг) | 1 из ?             |    |    |   |    |    |    | 84 |              | Повышение  |
| 2017    | Чемпионат Малави     | 15 из 16           | 30 | 6  | 6 | 18 | 32 | 57 | 24 |              | Понижение  |